# Anker Eli Petersen
Anker Eli Petersen, född 7 juni 1959 i Tvøroyri, är en färöisk konstnär. Han är känd som frimärkskonstnär vid Postverk Føroya.
Petersen föddes och växte upp i staden Tvøroyri i södra Färöarna. Han flyttade senare till Tórshavn och bor idag på Själland i Danmark. Som konstnär är han autodidakt och är specialiserad inom kollage och datorgrafik. Hans förebilder är William Heinesen som även han var papersklippskonstnär samt Elinborg Lützen.
Redan under skoltiden lärde han sig i hemlighet fornnordiska och har gjort flera motiv av den nordiska mytologin. Han översätter även många texter från färöiska till danska och engelska och skriver ofta artiklar om Färöarna.
Vid sidan av sin konstnärstalang skriver han även sångtexter. De två mest berömda och kända låtarna är Á ferð til dreymalands (På resa till drömlandet) och Ljóðsmynd (Ljudsbild). Den sistnämnda låten blev vald till Färöarnas låt under 2000-talet. Musiken skrevs av Terji Rasmussen.